# Agriotypus maculiceps
Agriotypus maculiceps là một loài tò vò trong họ Ichneumonidae.